# Ittōen
Ittōen (jap. 一燈園, dt. „Garten des Lichts“) ist eine japanische Kommune. Die Mitglieder und Anhänger verehren eine Philosophie der „Einheit des Lichtes“. Sie leben im Dorf Kōsenrin zusammen nach den Grundsätzen des Strebens nach Frieden und demütigen Dienens. Wichtiger Teil dieses Dienens ist die Reinigung von Toiletten Fremder.

## Gründung und Philosophie
Gegründet wurde Ittōen 1904 von Nishida Tenkō (* Feb. 1872 Nagahama, Shiga-ken; † 1968). Er war unzufrieden mit der dem Kapitalismus inhärenten Korruption und stellte die allgemein anerkannte Überzeugung in Frage, dass man, um zu überleben, arbeiten müsse. Beeinflusst haben ihn die Ideen Ninomiya Sontokus und Leo Tolstois. Nach dreitägiger Meditation kam er zu einem erleuchtenden Erlebnis (sammai), durch das er die Verbindung zwischen Kind und Mutter neu erkannte.

### Lehre
Die Grundidee – und zugleich der Schlüsselbegriff – seiner Philosophie ist das Auflösen zwischenmenschlichen ikizumari (etwa „[gegenseitige] Blockierung“). Intellektuelles Wissen, Macht und Geld führten zwangsläufig zu einer „Sackgasse“ (行き詰り, ikizumari), und sind daher zu vermeiden bzw. aufzulösen. Die Mitglieder versuchen mittellos (無所有, mushoyū) zu leben, da ein selbstsüchtiger Mensch nie glücklich werden könne. Der Ursprung des Lebens liege im „Licht“. Das Leben werde jedem geschenkt, es sei nichts, wofür man zu arbeiten habe. Arbeit ist jedoch eine Dankesbezeugung (感謝, kansha) für dieses Geschenk.
Als Konsequenz daraus verließ Nishida Haus und Hof. Seine Familie war überschuldet und dabei, den Hof zu verlieren. Er selbst war als Leiter eines Landgewinnungsprojekts in Hokkaidō gescheitert. Er war nicht (mehr) willens, gegen andere zum Zweck des Lebensunterhaltes zu „kämpfen“, dadurch war er frei von Pflichten (義務, gimu). Stattdessen begann er anderen durch demütige Arbeit (下座, geza) zu dienen. Insbesondere spezialisierte er sich auf die Reinigung von Aborten. Er akzeptierte als Gegenleistung nur das Lebensnotwendige. Das Dienen wurde ein Weg, um sich mit seinen Mitmenschen zu verbinden. Für seine Lehre verwandte er aus dem Zen hergeleitete – jedoch umgedeutete – Begriffe wie takuhatsu (托鉢) für das demütige Dienen außerhalb der Gemeinschaft.
Dem Selbstverständnis der Gruppe nach handelt es sich bei Ittōen nicht um eine religiöse Gemeinschaft. Die Praxis des Dienens sei jedoch die Basis aller Religionen. Sie bezeichnet ihre Philosophie als nicht-dualistisch (fu-ni). Großer Wert wird auch auf naturnahe Heilweisen (auch durch „Handauflegen“) gelegt.

## Entwicklung
Im Laufe der nächsten 10 Jahre auf Wanderschaft gewann Nishida eine Schar von Anhängern („Obdachlosen“). Innerhalb der Gruppe ist er unter seinem Vornamen als Tenkō-san bekannt. Nach dieser Zeit akzeptierte er für sich und seine Frau († 1955) als feste Unterkunft das Johanryō, das die Größe von drei Tatami-Matten hatte, da er etwa 1½ (knapp 2,5 m²) pro Person für ausreichend hielt. Ein erstes Seminar und Wohnheim für seine Anhänger entstand 1913 in Shishigatani. Im Laufe der Jahre baute er seine Lehre weiter aus. Ab 1919 begann die Rokuman Gyōgaku-Bewegung. Im Jahre 1921 legte er die Lehre im Buch Sange no Seikatsu (etwa: „Leben der Buße“) dar. Die Zahl seiner aktiven Anhänger (dōnin) – die meisten junge Alleinstehende – verdoppelte sich daraufhin im selben Jahr auf etwa 200.
Im Jahr 1923 kam es zur Gründung einer Unterstützergruppe namens Kōyūkai („Freunde des Lichts“) und der Gründung eins Ablegers im japanisch verwalteten Teil der Mandschurei, die Seminare ausrichtete. Eine gruppeneigene Zeitschrift O-hikari („großes Licht“) erschien 1919 bis 1944.

## Kōsenrin
1928 erhielt er ein Grundstück östlich Kyōtos geschenkt, auf dem sich noch heute das Hauptquartier der Ittōen-Kommune befindet. Bekannt ist die Ansiedlung, die zur Hochzeit in den 1960er Jahren 500-600 Bewohner hatte (heute um 300) unter dem Namen Kōsenrin (光泉林). Zentral auf dem etwa 33 ha großen Gelände ist der „Friedenspark“, mit Repliken von Statuen der Osterinsel und einer Friedensglocke. In der Anlage befinden sich noch knapp 70 Wohngebäude und die gruppeneigenen Betriebe (abgesehen von einem Freizeitpark, der im Süden betrieben wird).
Tenko-san selbst war 1924–43 einer der aktivsten religiösen Führer Japans und begab sich häufig auf Vortragsreisen. Eine dieser Reisen führte ihn im August 1926 nach Hawaii und Kalifornien. Wegen seiner pazifistischen Tendenzen wurde er den in Japan herrschenden ultra-nationalistischen Kreisen zunehmend suspekt. Die Mitglieder der Kommune leisteten ab 1944 Dienst an der Heimatfront in Fabriken und kehrten 1946 in die Kommune zurück. Tenkō-san selbst wurde 1947 in das Unterhaus gewählt, war jedoch – von gelegentlichen Toiletten-Putzaktionen in den Regierungsgebäuden abgesehen – ein eher passives Mitglied. Nach Ende des Großen Pazifischen Krieges wurde das Streben nach Frieden stärker hervorgehoben. Seit 1954 wird jeden November ein sesshin abgehalten.
In der Nachkriegszeit nahmen die Spenden an die Gruppe stetig zu. 1955 kam es zur Gründung eines landwirtschaftlichen Forschungszentrums, das sich auf den Vertrieb von Reis-Saatgut spezialisierte. Dieses wurde zu einem wichtigen finanziellen Standbein. Dazu kamen noch eine Baufirma, eine Vorschule und ein kleiner Verlag. Bereits 1930 war eine private Volksschule, 1947 eine Mittelschule, gefolgt 1952 von einer Oberschule gegründet worden, die auch Nicht-Mitgliedern offenstehen. Die Lehrpläne, die ab der Mittelschule Toilettenputzen vorsehen, zeigen gewisse anti-autoritäre und anti-intellektuelle Züge, zielen jedoch nicht auf die Bildung unabhängiger Individuen ab.
Die Gruppe selbst ist nach dem Führerprinzip hierarchisch organisiert. Die tōban vertreten das „Licht“. Von den einfachen Mitgliedern wird erwartet, dass sie den tōban die wesentlichen Entscheidungen überlassen und ihrem Rat folgen. Um Vollmitglied (dōnin) werden zu können, muss man im Leben ikizumari erlebt (und überwunden) haben. Seit 1955 werden die Angehörigen der Gruppe auch beim Einwohnermeldeamt als „eine Familie“ geführt. Es werden auch (zahlende) Gäste vorübergehend zu Seminaren und mehrtägigen Trainingsprogrammen (kenshukai) aufgenommen, um ihnen die entsprechende Demut bei der Bedienung des Kunden beizubringen. Diese Seminare sind heute eine der Haupteinnahmequellen der Kommune.
Nach dem Tode des an den Folgen eines im September 1967 erlittenen Schlaganfalls verstorbenen Tenkō-san übernahm sein Enkel Nishida Takeshi die Führung der Gruppe. Es wurde behauptet, ihm fehle das Charisma und die Erleuchtung seines Großvaters, jedoch schien es nicht an Bescheidenheit zu fehlen. Bei Entscheidungsprozessen kam Unterstützung von einem Viererrat (yonnin-gumi). Im Jahre 1974 hatte die Gruppe etwa 270 Mitglieder. Seit 1988 besteht eine spezialisierte Forschungsbibliothek.
Kritiker haben die gegenüber Sekten oft vorgetragenen Vorwürfe, wie Gehirnwäsche und Ausbeutung der Mitglieder vorgebracht. Weiterhin wird von einer Aufweichung der Ideale (durch Teilnahme am kapitalistischen Wirtschaftskreislauf) und sinnentleerten Ritualen gesprochen. Ein weiterer Kritikpunkt ist die fehlende kohärente philosophische Basis – und damit einhergehende intellektuell-dogmatische Begründbarkeit der Lehre vom „Licht“.

## Tagesablauf
Die Mitglieder tragen als Uniform Stirnbänder und gi genannte schwarze Kleidung. Der typische Tagesablauf beginnt mit Wecken um 5 Uhr, bald gefolgt von 20-minütigem Putzeinsatz. Es folgen Gebete (otsutome) in den Kapellen (Teilnahme freiwillig). Die Rituale und Gesänge folgen buddhistischen Vorbildern, das Vimalakīrti-Sutra wird häufig rezitiert; ebenso Schriften des Gründers. Es folgt das vegetarische Frühstück, aus der Gemeinschaftsküche. Um 7.30 wird mit der durch die tōban zugewiesenen Tätigkeit (bis 17 Uhr) begonnen, unterbrochen von Arbeitspausen um 10 und 15 Uhr. Besonders wichtig ist dabei der Einsatz in Haushalten von Fremden. Die Außeneinsätze (rōto) werden heutzutage meist von den Seminarteilnehmern durchgeführt, die Mitglieder dienen meist in den Betrieben. Das mittägliche Mahl der am Gelände Verbliebenen wird gemeinsam eingenommen. Um 18 Uhr beginnen abendliche Gebete, meist Rezitationen des Herz- oder Lotos-Sutras. Zum Glockenschlag um 21 Uhr wird gemeinsam als Gebet in die Hände geklatscht. Bettruhe herrscht ab 22 Uhr.

### Schriften
- Nishida Tenkō; Sange no seikatsu; 1921; Englische Teilübs.: A New Road to Ancient Truth; London 1969 (George Allen & Unwin)
- What is Itto-en? Its theory and practice; Kyōto 1959 (Itto-en Pub. House)
- Suzuki Gorō; Te no hira ryōji;, Tōkyō 1974 („Heilung durch Handauflegen“)